# Дуби-велетні (Олександрівський район)
Дуби́-ве́летні — ботанічна пам'ятка природи місцевого значення в Україні. Об'єкт розташований на території Олександрівського району Кіровоградської області, на північ від села Підлісне. 
Площа 0,4 га. Статус присвоєно згідно з рішенням Кіровоградського облвиконкому від 09.06.1971 року № 233. Перебуває у віданні ДП «Олександрівський лісгосп» (Червононерубаївське лісництво, кв. 89, вид. 6). 
Статус присвоєно для збереження ділянки старих дубових насаджень. Вік дерев — 140-170 років.